# Allerdreckwiesen
Die Allerdreckwiesen sind ein Naturschutzgebiet in den niedersächsischen Gemeinden Ahnsbeck, Hohne und Lachendorf in der Samtgemeinde Lachendorf und der Gemeinde Wienhausen in der Samtgemeinde Flotwedel im Landkreis Celle.
Das Naturschutzgebiet mit dem Kennzeichen NSG LÜ 209 ist 568 Hektar groß. Wenige hundert Meter östlich schließt sich das Naturschutzgebiet „Müsse“ an.
Das Naturschutzgebiet liegt südöstlich von Lachendorf und südlich von Ahnsbeck in der Allerniederung. Es stellt ein von zahlreichen Gräben durchzogenes, ausgedehntes Grünlandgebiet auf Niedermoor unter Schutz, das mit Erlenbruchwäldern, Gebüschen, Hecken und Einzelbäumen durchsetzt ist. Im Naturschutzgebiet sind Röhrichte, Seggenrieder und Hochstaudenfluren zu finden. In den Randbereichen werden Teilflächen als Äcker genutzt. 
Das Gebiet wurde früher von regelmäßig eintretendem Allerhochwasser geprägt. Durch die Regulierung und Bedeichung des Flusses bleiben diese heute aus. Zusätzlich wird das Grünland entwässert. 
Durch die Ausweisung als Naturschutzgebiet soll das Gebiet, das insbesondere auch ein Brut-, Rast- und Nahrungsgebiet für Wiesenvögel darstellt, erhalten und als Lebensraum für Tiere und Pflanzen gesichert werden. Um die Lebensgrundlagen für an feuchte Standorte angepasste Tiere und Pflanzen zu verbessern, wurde im Frühjahr 2009 eine 2,1 Hektar große Fläche im Westen des Naturschutzgebietes durch entsprechende Maßnahmen wie eine Verwallung wiedervernässt.
Das Gebiet steht seit dem 1. März 1994 unter Naturschutz. Zuständige untere Naturschutzbehörde ist der Landkreis Celle.